# Nelly Kalfs
Petronella Theodora Anna Maria Kalfs (Huissen, 1961) is een Nederlandse ambtenaar, bestuurder en partijloos politica. Sinds 24 september 2020 is zij burgemeester van Lingewaard.

## Biografie
Kalfs studeerde en promoveerde op 4 februari 1993 in de sociale wetenschappen aan de Universiteit van Amsterdam. Daarna was zij werkzaam bij onder andere Stichting KijkOnderzoek, het ministerie van Verkeer en Waterstaat en de gemeente Amsterdam. Vanaf 1 maart 2016 was zij hoofdingenieur-directeur van Rijkswaterstaat Oost-Nederland.
Kalfs werd op 7 juli 2020 door de gemeenteraad van Lingewaard voorgedragen als burgemeester. Op 31 augustus 2020 werd bekendgemaakt dat de minister van Binnenlandse Zaken en Koninkrijksrelaties de voordracht heeft overgenomen zodat zij middels koninklijk besluit per 24 september 2020 benoemd kon worden.